# Wilma Flintstone
Wilma Anna Flintstone (nata Slaghoople) è un personaggio immaginario della serie televisiva animata Gli antenati.
La personalità di Wilma è basata su quella di Alice Kramden, sposata con Ralph Kramden nella serie televisiva degli anni '50 The Honeymooners. Proprio come Alice, Wilma è una persona volitiva ed equilibrata nel suo matrimonio, spesso criticando Fred quando persegue i suoi vari piani sfortunati. Spesso è Wilma quella che tira fuori Fred dai guai; nella lingua tedesca il nome Wilma vuol dire infatti sia "volontà decisa" che "protettore risoluto".

## Caratterizzazione
Wilma è la moglie di Fred Flintstone, figlia di Perla Slaghoople, madre di Ciottolina Flintstone, e amica intima di Betty Rubble. 
È una donna delle caverne attraente e snella, con la pelle chiara e i capelli rossi, che tiene ben pettinati e raccolti in un chignon. Un'altra cosa degna di nota di Wilma è che i suoi occhi sono disegnati in forma di puntini neri. Indossa un abito bianco senza spalline, con una collana di perle. Sebbene Wilma sia una donna modesta, lei e Betty sono le due donne più belle di Bedrock, come dimostrato nell'episodio in cui hanno partecipato a un concorso di bellezza.
Wilma è la componente più passionale e decisa della famiglia Flintstone. Seria, volitiva, gentile e molto più matura ed equilibrata di Fred, Wilma funge spesso da voce della ragione al comportamento immaturo del marito ed è una moglie leale per lui. Wilma di solito è anche quella che tira fuori Fred dai guai quando qualcuno lo mette nei guai. Solitamente è pacata e giudiziosa, ma ha l'abitudine di spendere soldi e può anche essere gelosa, poiché si arrabbia facilmente se un'altra donna interagisce con lui. Inoltre, è una madre amorevole e premurosa per sua figlia, Ciottolina.
Nonostante sia minuta, Wilma è perfettamente capace di difendersi o mostrarsi risoluta quando è arrabbiata.
Le piace anche fare volontariato per vari enti di beneficenza e organizzazioni femminili a Bedrock, fare shopping, conversare con Betty e incontrare celebrità occasionali nel suo mondo, come Rock Quarry, Jimmy Darrock. e Stony Curtis.
Nella serie animata, Wilma appartiene alla classe operaia, come Fred Flintstone, mentre nel film I Flintstones in Viva Rock Vegas proviene da una famiglia benestante, posizione che ha perso dopo aver sposato Fred. Durante lo sviluppo della serie ha dimostrato di essere felice della sua vita modesta rispetto a quella precedente.
Da giovane, ha lavorato come sigaraia in un resort insieme a Betty. Lì incontrarono e si innamorarono dei loro futuri mariti, Fred e Barney, che lavorarono lì come fattorini.
Wilma e Fred alla fine si sposarono e Wilma divenne una casalinga esperta, mantenendo la casa e dimostrandosi un'ottima cuoca. Una delle sue specialità è la torta di more, la cui ricetta ha finito per vendere alla catena di supermercati "Safestone".
Negli eventi di Flintstones - Lieto evento a Hollyrock (1993) Wilma gestisce un servizio di ristorazione di successo con Betty, prima di diventare nonna dei figli gemelli di Ciottolina e Bam-Bam, Roxy e Chip.